# Station Gołaszewo Kujawskie
Station Gołaszewo Kujawskie is een spoorwegstation in de Poolse plaats Gołaszewo.